# Fabián Bobba
Fabián Eduardo Bobba (San Miguel de Tucumán, Tucumán, 14 de mayo de 1970) es un exfutbolista argentino que jugaba como defensor.

## Trayectoria

### All Boys
Bobba debutó en con la camiseta de All Boys en 1988. Su actuación en el gallego llamó la atención de los clubes más importantes de la provincia.

### Atlético Tucumán
En 1991 dio el salto en su carrera, cuando pasó a Atlético Tucumán. Vistió la camiseta del decano hasta 1995.

### Deportivo Municipal
En 1996 se mudó a Bolivia y se sumó a Deportivo Municipal.

### Deportivo Cuenca
En 1999 viajó a Ecuador, para jugar en Deportivo Cuenca.

### Oriente Petrolero
En el año 2000 volvió a Bolivia y llegó a Oriente Petrolero.

## Clubes
| Club                | País      |
| ------------------- | --------- |
| All Boys            | Argentina |
| Atlético Tucumán    | Argentina |
| Deportivo Municipal | Bolivia   |
| Deportivo Cuenca    | Ecuador   |
| Oriente Petrolero   | Bolivia   |